# Rapsode
Rapsoder (af det græske verb rhapsōidein = at sammenføje sange, af rhaptein = sammeføje, og "ode")
var omrejsende skjalde i antikkens Grækenland, som optrådte i byer og i private selskaber med at fremføre Homers digte.
En rapsode optrådte med en stav, rhabdos, i hånden, og deklamerede en udenadlært tekst - modsat bronzealderens før-homeriske skjalde, aoiderne, der fremførte improviserede episke sange til lyrespil.
I Odysseen berettes om to aoider. Den ene, Femios, holdt til på Ithaka hos Odyssevs' efterladte kone Penelope, og sang til sin lyre om "akhaiernes sørgelige hjemrejse". Hvis Odysseens forfatter ikke selv fandt på Femios' sang, må der være tale om en sang, der fandtes før Iliaden og Odysseen, og senere blev benyttet, da disse epos blev sat sammen.
Den anden  aoide, Demodokos, var blind ligesom Homer, og optrådte ved kong Alkinoos' gæstebud med "et kvad, som den gang blev prist under himlen den vide, om Odyssevs' strid med den gæve Akhillevs". Det er nærliggende at tænke sig, at det omtalte kvad har været Iliaden. Så akkompagnerede Demodokos de unges udendørs dans med en sang om Ares og Afrodite. Ved det afsluttende drikkegilde opfordrede Odyssevs ham til at synge om den trojanske hest.